# Château du Barret
Le château du Barret est un édifice situé à Sanssac-l'Église, en France.

## Localisation
Le château est situé sur le territoire de la commune de Sanssac-l'Église, dans le département  de la Haute-Loire, en région Auvergne-Rhône-Alpes.

## Description
Le domaine se présentait à l'origine comme une maison forte entourée d'une enceinte quadrangulaire défendue sur au moins deux angles par des tours de garde. De nos jours, le mur d'enceinte a été partiellement démoli et, sur sa partie restante, considérablement abaissé. Le fossé entourant le fort a été comblé et remplacé par un terre plein dallé. Les tours ont été transformées sans doute au XVIIe siècle : l'une est en ruine, l'autre a servi successivement de pigeonnier et de four. Les ouvertures actuelles ont été percées au XVIIe siècle lors des travaux de transformation qui ont permis d'ouvrir le château sur l'extérieur. Hormis une cheminée monumentale en pierre ornée d'un blason et provenant d'un autre château, l'intérieur ne comporte pas de décor exceptionnel. Cet édifice, très rustique, est un exemple intéressant de transformation d'une construction d'une type médiéval en une résidence confortable de l'époque classique.

## Historique
La première mention du domaine remonte à 1250. 
Le château est inscrit partiellement au titre des monuments historiques par arrêté du 10 septembre 1990.

## Protection
Éléments protégés : les façades et toitures de la maison forte, ainsi que son escalier et trois de ses cheminées au rez-de-chaussée ; tours et murs d'enceinte 